# Pyrognomique
Les matériaux pyrognomiques sont ceux qu’il est facile de faire passer à l’incandescence. Les minéraux et métaux émettent généralement une radiation avec surbrillance quand on les chauffe, mais les matériaux pyrognomiques le font a une température beaucoup plus faible. L’allanite et la gadolinite sont des exemples de minéraux pyrognomiques. Le terme a été introduit par Theodor Scheerer en 1840, mais le phénomène avait été observé précédemment par Wollaston et Berzelius.